# 湯姆·尼烏馬
湯姆·尼烏馬（英語：Tom Nyuma，死於2014年1月26日）是獅子山共和國軍事指揮官，同時也是凱拉洪區議會主席。他在2008年7月6日時當選成為凱拉洪區議會主席，同時作為反對黨的塞拉利昂人民黨則獲得87%票數。